# Paul Ladrière
Pour les articles homonymes, voir Ladrière.
Paul Ladrière, né le 11 octobre 1927 à Nivelles et mort le 19 avril 2013 à Sceaux (Hauts-de-Seine), est un sociologue français.
Directeur de recherches émérite au CNRS, il compte parmi les membres fondateurs du Centre de sociologie de l'éthique. Il est l'un des principaux penseurs du courant actuel de sociologie de l'éthique en France aux côtés notamment de Patrick Pharo et Louis Quéré. Ses recherches ont été influencés notamment par les travaux de Jürgen Habermas.

## Publications
- avec Roland Ducret et Danièle Hervieu-Léger (dir.) , Christianisme et modernité, actes du colloque de L'Arbresle, septembre 1987 organisé par le Centre Thomas More, Paris, Éditions du Cerf, 1990.
- avec Bernard Guibert, Modernisation, communication et démocratie dans la théorie de J. Habermas, Paris, Groupement d'intérêt public Mutations industrielles, 1990.
- avec Alain Cottereau (éd.), Pouvoir et légitimité. Figures de l'espace public, Paris, Éditions de l'École des hautes études en sciences sociales, 1992.
- (et al.), Éthique et gouvernabilité: un projet pour l'Europe, Paris, Presses universitaires de France, 1992.
- avec Patrick Pharo et Louis Quéré, La théorie de l'action. Le sujet pratique en débat, Paris, CNRS Éditions, 1993.
- Pour une sociologie de l'éthique, Paris, Presses universitaires de France, 2001.`